# مجلة كوفنت جاردن

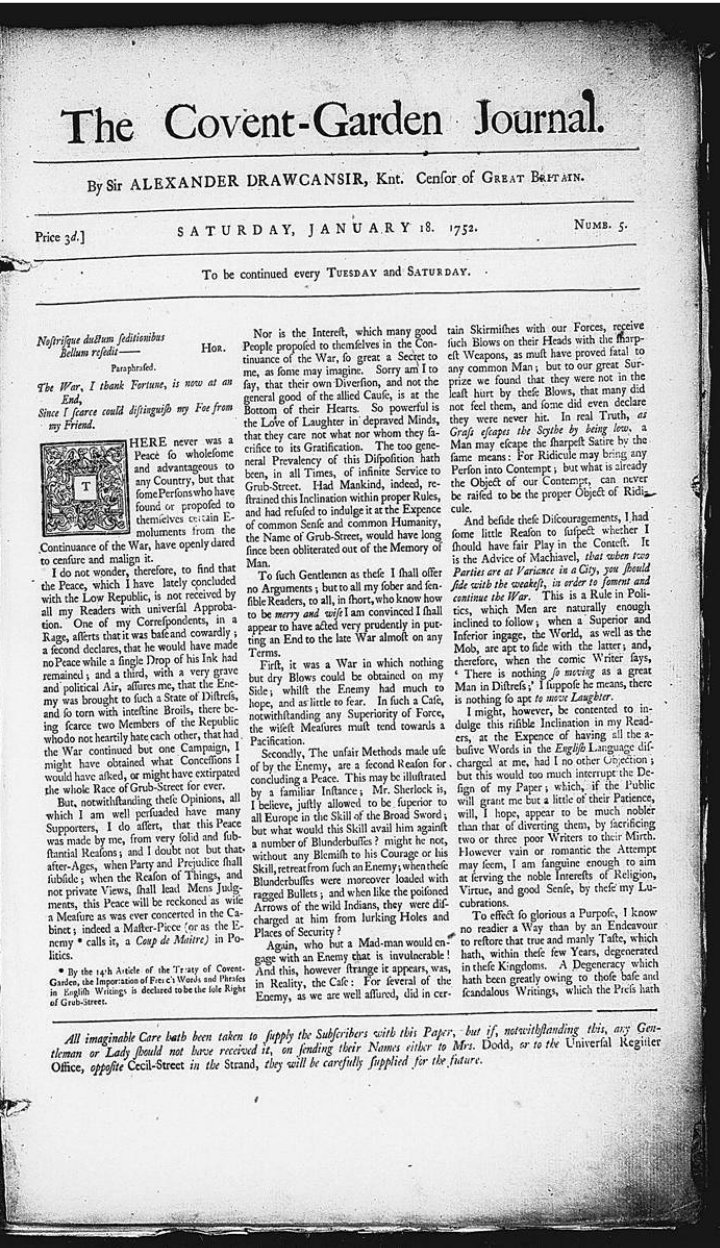
العدد الخامس من مجلة كوفنت جاردن بتاريخ 18 يناير 1752

كوفنت جاردن هي مجلة دورية أدبية إنجليزية، كانت تصدر مرتين من كل أسبوع لمعظم عام 1752. قام بتحريرها وجمعها بالكامل الروائي، والكاتب المسرحي، والمنشئ هنري فيلدنج، تحت اسم آخر مستعار وهو «السيد أليكساندر دروكنسير، رقيب بريطانيا العظمى». وكانت المجلة هي الرابعة والأخيرة لفيلدنج، وإحدى آخر أعماله الكتابية.
حرضت المجلة على «الحرب الورقية 1752 – 1753»، وهي صراع بين عدد من الكُتاب والنقاد الأدبيين المعاصرين. وبدأت تلك الحرب بعد إعلان فيلدنج الحرب على «جيوش شارع جروب» في العدد الأول. وقد جذب بإعلانه هذا أنظار العديد من العدائيين، وأثار جدلًا طويل الأمد على صفحات منشوراتهم الخاصة. اشتعلت الحرب الورقية في البداية بغرض زيادة المبيعات، ولكنها في النهاية فاقت توقعات فيلدنج، وأنتجت سلسلة هائلة من التعليقات الثانوية والأدب.
وقد أُثير جدلًا آخر في يونيو، عندما عبر فيلدنج عن تأييده لخطاب يستنكر قانون المنازل غير النظامية 1751 في المجلة. ورأى عامة الناس أن تعليقاته تُعد بمثابة موافقة على شرعية البغاء. وفي خلال فترة قصيرة كان هناك ظن شائع أن الخطاب الذي نُسب في البداية إلى «همفري مينويل»، كاتبه الحقيقي هو فيلدنج. وقد أدحض فيلدنج هذا الدافع في عدد الأول من أغسطس بالمجلة، حيث وصف الفاجرات بأنهم مصدرًا للشرور الاجتماعية.
انطلق العدد الأخير للمجلة في 25 نوفمبر 1752. وتسببت قلة المبيعات في الشهور الأخيرة في تغيير المجلة من تحرير شبه أسبوعي إلى تحرير أسبوعي. أدى المرض والعزوف عن الاستمرار إلى قيام فيلدنج بإنهاء إدارتها بعد العدد رقم 72. وقد توفي بعدها بعامين أثناء إقامته في ليسبون بالبرتغال.

## خلفية ثقافية

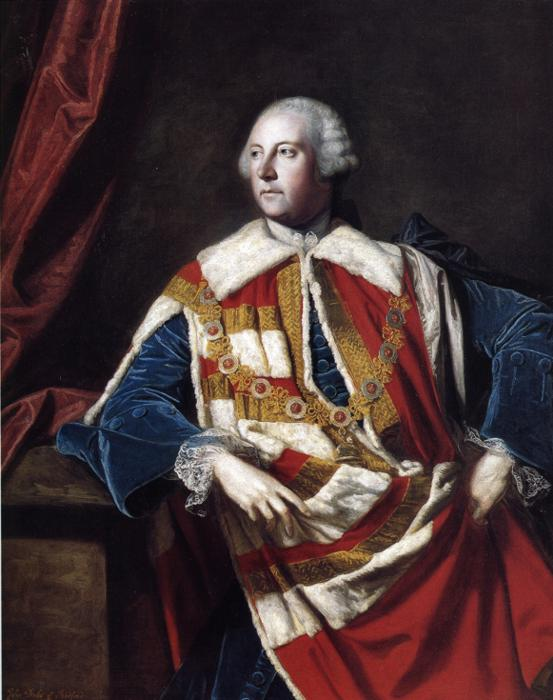
دوق بيدفورد .. المتسبب في خدعة كتيب بعنوان "مجلة كوفنت جاردن"

يرجع أول ذكر لمجلة كوفنت جاردن إلى 5 ديسمبر 1749، حين طُبع كتيب واسع النطاق بعنوان «العدد الأول من مجلة كوفنت جاردن. تصدر مرة كل شهر من قبل بول رونجهيد، وهو سيد يعمل بالأسطول، أثناء انتخابات ويستمينستر الحالية». وقد تم تنسيقها كصحيفة رفيعة المستوى، وكانت تحتوي على أقسام «مقالة تمهيدية»، و«شئون خارجية»، و«شئون داخلية»، و«إعلان». ولأنها قد تم نشرها بقائمة من الطابعين الزائفين (تي. سميث، وآر. ويب، واس. جونسون)، فقد ادعت أن الباعة هم «جميع الناس من لندن وويستمنستر». وقد اكتُشف لاحقًا أنه تم تأسيس الجريدة كخدعة من دوق بدفورد، وذلك للسخرية من السيد جورج فاندبوت (البارونيتي الثاني)، وأعوانه.
قام الطابع ريتشارد فرانكلين بطباعة 13.000نسخة في الخامس والسادس من ديسمبر، ولم يبقى منها سوى نسخة واحدة. على الرغم من أن المؤلف الحقيقي للكتيب غير معروف، كان هناك ظن في ذلك الوقت أنه من أعمال فيلدنج. استشهد نقاد لاحقون، مثل: مارتن وروث باتستين بخطاب كُتب نيابةً عن دوق ريتشموند، حيث تم استخدامه كدليل على تورط فيلدنج. وكان محتوى الخطاب الذي يرجع تاريخه إلى 7 ديسمبر 1749: «المرفق ورقة مرسلة إلى السيد فيلدنج، بصفته المؤلف. والفكاهة هنا أنه على الأقل شبيهًا له. وربما من الممكن أن يصرف الانتباه عنك وعن شركتك». ومن الممكن أن تكون مشاركة فيلدنج مقتصرة على مقدمة الصحيفة، التي كانت موظفة لاستهداف التوريين البارزين، مثل بول وايتهيد، وهو شاعر مغمور، هاجم فيلدنج من قبل مستخدمًا اسمًا زائفًا، وكانت له آراء في الموضوعات السياسية.
في أواخر عام 1751، وقبل نشر روايته «أميليا»، بدأ فيلدنج في التخطيط لعمله الأدبي القادم. وقد عبر عن رغبته في استخدام مجلة دورية، لتعزيز مكتب السجل العالمي، - وهي أعمال من شأنها توصيل مقدمي الخدمة والمستهلكين بآرائه وأنشطته الأخرى. وقد منحها عنوان «مجلة كوفنت جاردن» كإشارة إلى المنشور السابق، وأعلن عن طريق المعلن اليومي أن صدور العدد الأول سيكون بتاريخ 23 نوفمبر 1751. ولكن تأخر صدورها إلى يناير بسبب أعمال متعلقة بنشر «أميليا».
في وقت نشر المجلة، وعلى الرغم من ارتباطها رسميًا بصناعة المسرح، فقد كانت تُعرف أكثر بمنطقة المتعة بلندن. وقد كتب فيلدنج سابقًا «مأساة كوفنت جاردن»، وهي مسرحية مأساوية ساخرة تدور حول قصة فتاتين من العاهرات.

## المحتوى

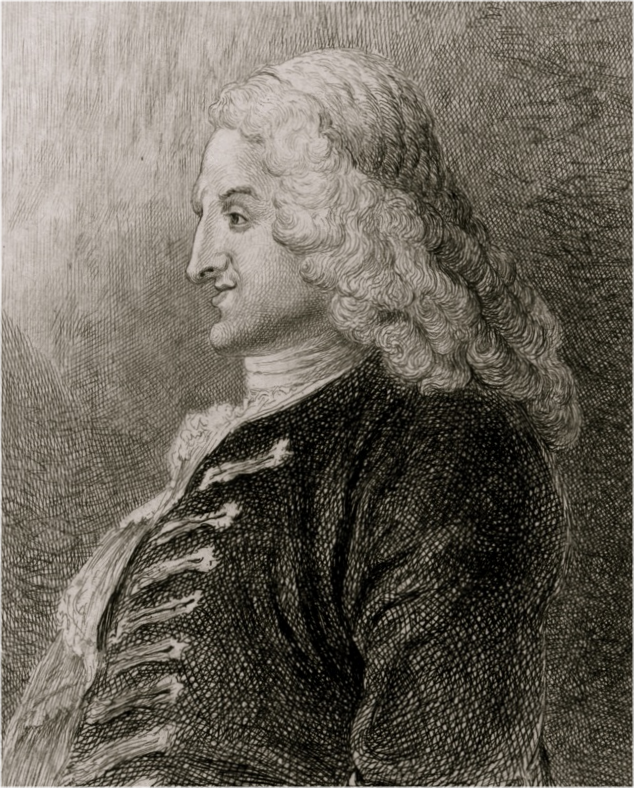
هنري فيلدينج، رئيس تحرير مجلة كوفنت جاردن

نُشر العدد الأول من المجلة في 4 يناير 1752، وبيع بسعر ثلاث بنسات. كانت المجلة في فترة طويلة من تاريخها تصدر مرتين في الأسبوع، يومي الثلاثاء والسبت. وتكون كل عدد من تعليق استهلالي أو مقال (يكتبها فيلدنج)، وأخبار داخلية وخارجية مع ملاحظات، وإعلانات، ونعي، ولوحة للمواليد وحفلات الزواج، والعديد من الأقسام الأخرى. وكان هناك قسم بعنوان «كوفنت جاردن» متعلق بمكانة فيلدنج كقاضي في شارع بو. استمر العمود الصحفي في كل عدد حتى 27 يونيو 1752، ثم ظهر بشكل غير منتظم بعد ذلك. تعاملت المجلة مع الجريمة والأمور القانونية، وأضافت نظرة عميقة على الحالات التي تعامل فيلدنج معها بشكل منتظم. ولكن كان التقديم أقل تنظيمًا ورسمية من السجلات القانونية القياسية. قامت جوشوا بروجدن – وهي محررة لدى فيلدنج - بجمع معظم المعلومات عن تلك الحالات.
أضفى فيلدنج درجة من الفكاهة أو «الحيوية» _ تحديدًا في التعليق الافتتاحي والأخبار _ لم تكن موجودة في منشوراته السابقة، فقد أكد في العدد الأول أنه يسعى لتجنب «الفتور» الموجود في المجلات الدورية المعاصرة الأخرى:
«أعد بقدر استطاعتي، أن أتجنب _ بأقصى عناية _ جميع أشكال الانتهاكات في هذا المجال الرحب، الذي كان فيه.... درجة كبيرة لا شك فيها من الاستحواذ لمعاصري جيلي، والذي يُدعى أرض الفتور منذ زمن سحيق».
كان الحوار في المجلة يتركز بشكل رئيسي حول أمور النقد الأدبي، و«الصحة الأخلاقية والاجتماعية للجسد السياسي». اتخذت معظم المقالات الافتتاحية لهجة غير سياسية دون أي تردد. حدثت الاستثناءات في الأعداد 42، و50، و58. فالعدد 42 سخرت من التوريين بالدولة عن طريق تخيل طريقة تعامل اليوناني أو الروماني القديم مع الأحزاب السياسية: «... اذهب به إلى مباراة للصيد، أو سباق للخيل، أو أي تجمع للوطنيين. هل هناك شك أنه كان سينتهي في الحال من كل الزئير والصراخ، التقديس والاحتقار، اللعب والشراب.... أنه بالفعل موجود في أورجيا أو باخوس، أو في الاحتفالات بمثل تلك الأعياد». أما عن العدد 50 فقد ألقى باللوم على قوانين الفقر لتسببها في زيادة سكان لندن. والعدد 58 كان يستهدف «ناخبي ويستمنستر المستقلين».
فيلدنج دائمًا ما كان يكتب نقده الأدبي بيد غير حيادية. فعلى سبيل المثال، فقد أفرط في الثناء على «الأنثى كيشوت» لتشارلوت لينوكس، ومسرحية تشارلز ماكلين الكوميدية المكونة من فصلين «مسرح كوفنت جاردن». وقد كان كلًا من لينوكس وماكلين أصدقاء لفيلدنج لفترة طويلة، وكانت مسرحية ماكلين مقتبسة من حياة فيلدنج. كان لدى فيلدنج ميل واضح للتحيز إلى كُتاب بعينهم أيضًا كان أكثرهم ريبلايس وأريستوفانز، بينما كان يثني على جوناثان سويفت، وسيرفانت، ولوسيان كـ «ثلاثي عظيم». كانت رواية «كلاريسا» لصامويل ريتشاردسون_ التي نُشرت في 1748، وكانت إحدى أطول الروايات في اللغة الانجليزية _ تحظى باستثناء ملحوظ، حيث حظت باستقبال جيد، وذلك على الرغم من أن فيلدنج قد عد ريتشاردسون منافسًا أدبيًا له، وعلى الرغم من إطلاق ريتشاردسون اسم «مجلة الحديقة المشتركة» على المجلة. كما مجد فيلدنج أعمال صديقه وليم هوجارث، وشعر إدوارد يونج. وعمل أيضًا على تشجيع مسرحيات لديفيد جاريك، وجيمس لاسي (من بين آخرين).
استخدم فيلدنج المجلة باستمرار للرد على النقد الموجه لروايته الأخيرة «أميليا»، التي نُشرت في ديسمبر 1751. أعلنت أعداد 25 و28 يناير عن قسم تم فيه تصوير أكثر النقاد صراحةً لرواية أميليا كأنهم في محاكمة، وفيه أيضًا قام فيلدنج بإنكار اتهاماتهم الخاصة بطريقة منهجية. وقد اختصر المدعي الخيالي «عضو مجلس المدينة» تلك الاتهامات بقوله: «الكتاب في مجمله عبارة عن كومة كبيرة من الهراء الحزين، والفتور، والحماقة، حيث لا يتضمن سخرية، أو فكاهة، أو دراية بالطبيعة البشرية أو بالعالم. ففي الواقع، الخرافة، والشخصية ذات المغزى الأخلاقي، والسلوكيات، والأفكار العاطفية، والأسلوب جميعهم على نفس الدرجة من السوء والسطحية». وكان رد فيلدنج أنه افترض وجود علاقة أبوية مع «أميليا»، وذلك على الرغم من إقراره بأنها لا تخلو من الخطأ:
عندما أكون أب، وأعترف بأنها طفلتي المفضلة من بين أطفالي. أستطيع حقًا أن أقول أنني قد تكبدت آلامًا غير عادية في تعليمها.. لا أظن أن طفلتي تخلو تمامًا من الأخطاء. لم أعرف شيئًا انسانيًا كهذا، ولكنها بالتأكيد لا تستحق أن تقابل بتلك الضغينة من قبل العامة.
ولم تفلح جهود فيلدنج إلا في كسب العديد من الانتقادات، الأمر الذي أدى في النهاية إلى أن يصدر وعده «بألا يكتب روايات أخرى».

## الحرب الورقية

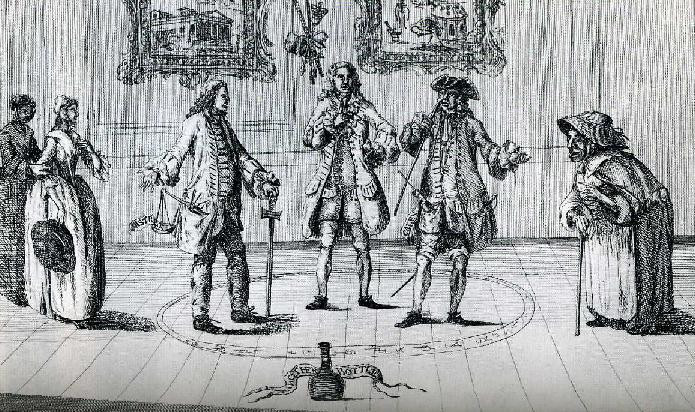
وصف للحرب الورقية ومن شاركوا فيها، من السحرة (1753)، من اليمين إلى اليسار: إليزابيث كانينج، وهنري فيلدينج، وكريسب جاسكوين، وجون هيل، وماري سكوايرز

أبرزت الأربعة أعداد الأولى من المجلة إسهامات فيلدنج في الحرب الورقية، وهو صراع أثاره فيلدنج مع كُتاب لمجلات دورية معاصرة أخرى لزيادة المبيعات. في العدد الأول، بالتزامن مع وعده بتجنب الفتور الموجود بالمجلات الأخرى، واجه فيلدنج «جيوش شارع جروب»، وأعرب عن ازدراءه لنقاد الأدب الحاليين، «فيما يتعلق بأخوتي الكُتاب، الذين يشبهون الحرفيين في شعورهم بالحسد والغيرة من أي منافس في مجالهم، ومن أجل إسكات تلك الغيرة وهذه المخاوف، فإنني أعلن أنه ليس في نيتي أن أعتدي على أعمال يقومون بمواصلتها الآن، ولا أن أتعامل مع تلك السلع التي يقومون الآن ببيعها إلى العامة». وكتب أيضًا في العدد الافتتاحي: «مقدمة لمجلة الحرب الورقية الحالية بين القوات تحت قيادة السيد أليكساندر دروكنسير، وجيش شارع جروب»، حيث كُتبت في تراث «معركة الكتب» لجوناثان سويفت.
جاء الرد الأبرز على كلمات فيلدنج من الكاتب، وعالم النبات، والناقد الأدبي الإنجليزي جون هيل، الذي كتب عمود باسم «المراقب» في المعلن اليومي للندن. وظف هيل عموده لأسبوع لاحق في الهجوم على فيلدنج، ونقد رواية «أميليا». وجاء رد فيلدنج عليه بنفس الطريقة في العدد الثاني من المجلة، أثناء محاولة الدفاع عن روايته. دخل الاثنان في نزاع مستمر، واستخدم كلًا منهما منشوراته الخاصة لمنافسة الآخر.
سرعان ما انضم العديد إلى هيل في نقده لفيلدنج وحملة شارع جروب. كان الشاعر والمنشئ بونل ثورنتون مسئولًا عن مجلة «هاف ات يو أول»

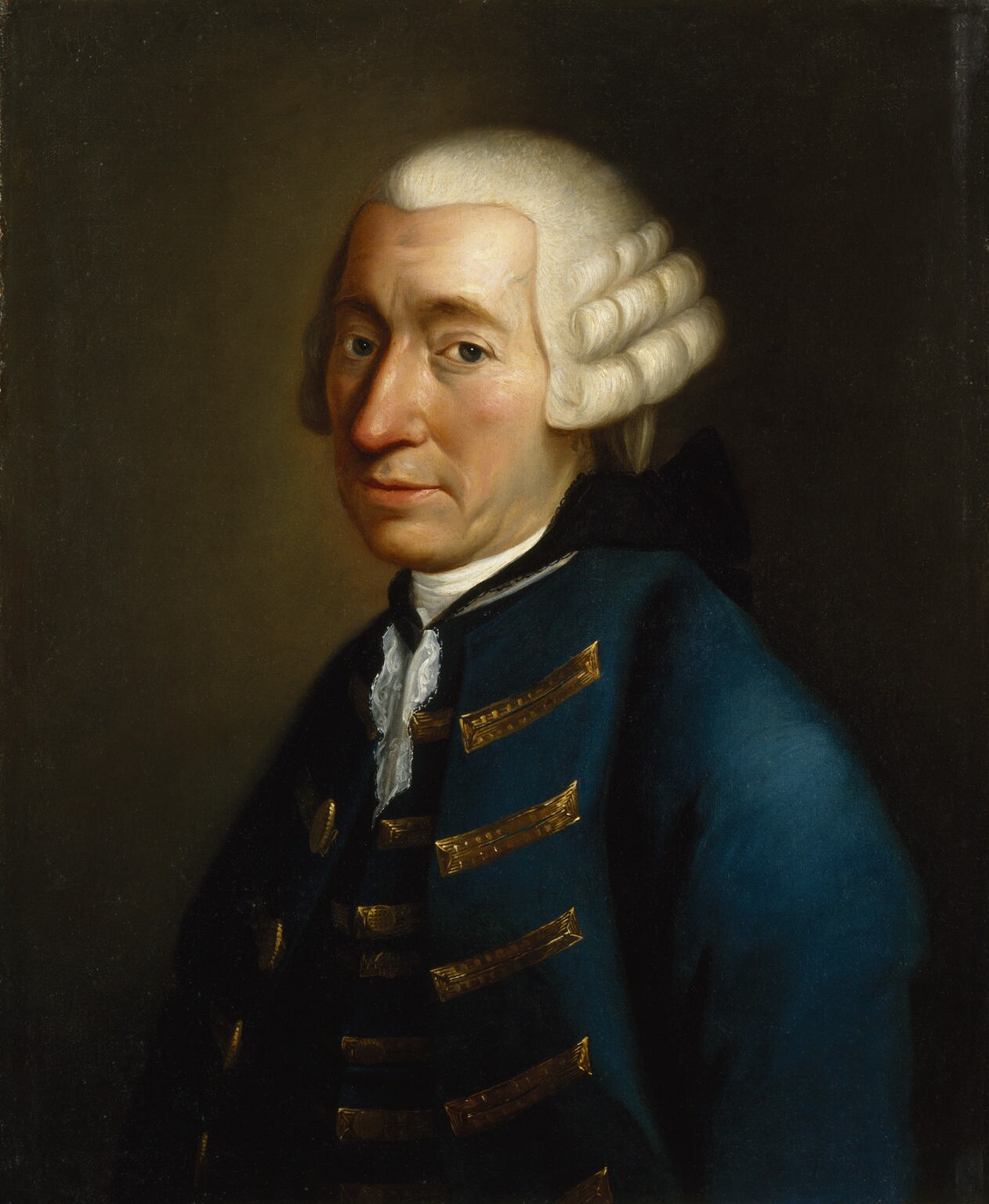
توبياس سموليت، الذي كان واحدًا من عدة نقاد أدبيين شاركوا في حرب فيلدينج الورقية.

أو «دروري لين»، التي قامت بهجاء فيلدنج وأعماله. منحت «هاف ات يو أول» اهتمامًا خاصًا لرواية «أميليا»، فعلى سبيل المثال، أبرز العدد الخامس «فصل جديد في أميليا أكثر لفتًا للأنظار من باقي الفصول، إذا تمتع القارئ بالوعي الكافي لاكتشاف الفكاهة». في 15 يناير، نشر توبياس سموليت كتيب للانتقاص من قدره مكون من 28 صفحة بعنوان «قصة صحيحة للفنون الزائفة وغير الإنسانية التي تمت ممارستها مؤخرًا على عقل هاباكوك هيلدنج، العدالة، التاجر والبائع، الراقدون حاليًا في منزله بكوفنت جاردن، في حالة مؤسفة من الجنون، معلم بغيض من الصداقة الزائفة والخداع». لقد كان الكتيب رديء السمعة لفساده، واتهامه لهاباكوك هيلدنج (فيلدنج) بالسرقة الأدبية، والتشهير، والبذاءة، وسخريته من زواجه من ماري دانيلز في الوقت ذاته. وهو يشير أيضًا إلى أن فيلدنج قد أسس مجلة كوفنت جاردن ليعزز من طموحات السياسي ورجل الدولة جورج ليتلتون، الذي كون فيلدنج علاقة صداقة مؤخرًا. ولكن مازال مصدر تلك الاستنتاجات غير واضح، حيث لم تكن هناك إشارة محددة لجورج في الأعداد القليلة الأولى.
انسحب فيلدنج من الصراع بعد العدد الرابع، حيث أصبحت «الحرب» شخصية وأكثر عدائية مما أراد. على الرغم من أن مجلة كوفنت جاردن لم تعد تخصص جزءًا للحرب الورقية، إلا أنه قد حل مكانها نقدًا مشابهًا ولكنه أكثر اعتدالًا، وهو ما أسماه فيلدنج «محكمة النقد». استمرت الحرب الورقية بدون فيلدنج، حيث أدت في النهاية إلى توريط عددًا كبيرًا من الكُتاب الآخرين، من بينهم كريستوفر سمارت، ووليم كنريك، وآرثر مرفي. وعلى الرغم من أن الحرب الورقية قد أنتجت عدد لا بأس به من الأدب الثانوي (منها: «هيلياد» لسمارت، و«مسرح كوفنت جاردن» المذكورة سابقًا لتشارلز ماكلين)، إلا أنها انتهت دون انتصار في 1753.

## قضية مينويل
في عام 1749، أثار قرار من المحكمة أصدره فيلدنج _ بوظيفته كقاضي _ شائعات مفادها أنه قد حصل على بعض الأموال مقابل الدفاع عن البيوت المشبوهة. وبعد ثلاثة أعوام، عبر خطاب كتبه «همفري مينويل» عن رفض قانون المنازل غير النظامية 1752، الذي كان يهدف إلى القضاء على العاهرات، والبيوت المشبوهة في بريطانيا. وبعد فترة قصيرة، نسب العامة هذا الخطاب إلى فيلدنج، وقد زاد من قوة هذا الشعور نشره لما كان يُرى على أنه موافقة على خطاب في عدد 22 يونيو «الخطاب التالي الذي أرسله إلى العدالة مجهول، قد وصل إلينا، وعلى الرغم من أن بعض النقاط قد أُخذت على محمل بعيد جدا، فعلى العموم، أظن أنه أداء معقول جدًا، وجدير باهتمام العامة». وقد تلى هذه الملاحظة نص الخطاب ذاته، وتم نشره في قسم «كوفنت جاردن» بالمجلة.
كان رد فيلدنج على تلك الادعاءات أن كتب خطابًا في عدد الأول من أغسطس من المجلة. وبينما اعترف بأن نسب هذا الخطاب إليه جعله مألوفًا مع العاهرات، فقد اتهمهن أيضًا بأنهن مصدرًا للشرور الاجتماعية:
العاهرات هن الأحط والأحقر، وكذلك هن الأكثر خسة وتفاهة، والأكثر خبثًا بين جميع المخلوقات. فعندما تترك المرأة حياءها، فهي تترك معه جميع الفضائل الأخرى، وهذه مجرد ملاحظة بالية. ولتقدم هذا لكل فرد ضعيف أمام الجنس، هو أن تحملها بعيدًا جدًا. ولكنها إذا كانت مقتصرة على هؤلاء الذين امتلكوا سمعة سيئة بسبب ممارستهم للعهر الاجتماعي، فلا قاعدة، كما أظن، لديها في الحقيقة أساس أعظم، أو ستصبح مثبتة بقوة بالتجربة".
يظن مارتن باتستين أن هذه الفقرة هي إشارة إلى حقيقة أنه في حين كان فيلدنج يعارض العهر "عندما واجه بالفعل البائسات الحقيرات المتهمات بتلك الجرائم والآثام... تعامل معهن بالإشفاق، والتسامح المصحوب بالملاطفة الذي يصف معاملة "الطبقات الأدنى" في رواياته. بالنسبة للناقد لانس بيرتلسن، فهو يرى أن تلك الفقرة "يبدو أنها تكشف مكمن الجاذبية مع المهنة الأقدم، المهنة التي ازدوجت مع موافقته سابقًا مع مينويل، تشير إلى كاتب متذبذب بين الغضب والشفقة، وبين الدعابة والفسق".

## توقف النشر
بنهاية صيف 1752، كان رواج المجلة في حالة انهيار مستمر، كما كانت أيضًا تفقد شعبيتها. بعد التغيير إلى مجلة أسبوعية في 4 يوليو، بدأت الإعلانات تقل، وفي الشهور الأخيرة من 1752 أصبحت حواراتها في أي موضوع عدا قرارات المحكمة والأحداث السياسية قليلة. وذلك بالإضافة إلى أن صحة فيلدنج كانت تتدهور، كما أن رغبته في استمرار المجلة قد ضعفت. نُشر العدد 72 والأخير من كوفنت جاردن في 25 نوفمبر 1752، أكد حينها فيلدنج قلة الاهتمام، «يجب علي الآن أن ألقي جانبًا الصحيفة التي لا أملك الرغبة ولا الفراغ للاستمرار فيها». وقد وجه القراء أيضًا إلى لتوجه اهتمامهم إلى المعلن العام، وهي مجلة دورية جديدة تنطلق في 1 ديسمبر، وأن يستبدلوا المعلن اليومي. كانت آخر عبارة له في المجلة، «أعلن رسميًا أنني ما لم أنتهي من مراجعة أعمالي السابقة، فليس هناك أي نية حاليًا للاستمرار في الانسجام مع التأمل المثلي».
توفي فيلدنج بعد ذلك بعامين تقريبًا، وكان مرضي النقرس والربو سببًا لوفاته، كما كانا السبب في إرغامه على إنهاء إدارة المجلة. في السنة الأخيرة، سافر إلى البرتغال، على أمل الشفاء. كتب تقريرًا عن سفرياته خلال تلك الفترة، بعنوان «مجلة رحلة إلى ليسبون»، وقد نُشر في انجلترا عام 1755. توفي فيلدنج في ليسبون في 8 أكتوبر 1754، ودُفن في مقبرة أو اس سيبريستس، وهي أرض دفن إنجليزية محلية.

## وصلات خارجية
- أعمال من مجلة كوفنت جاردن أو عنها في أرشيف الإنترنت